# 静岡県道47号引佐六郎沢線
静岡県道47号引佐六郎沢線（しずおかけんどう47ごう いなさろくろうさわせん）は、静岡県浜松市浜名区から浜松市天竜区に至る県道（主要地方道）である。

## 概要
国道257号と静岡県道・愛知県道9号天竜東栄線を結ぶ主要地方道であるが、全線を通して利用する車はわずかである。道路の状況も途中の浜松市浜名区引佐町渋川を境に大きく変化する。
起点 - 渋川
秋葉街道の宿場町、渋川へのアクセス道路である。所々に未改良区間が残るものの、概ね片側1車線が確保されている。バス路線でもあり、交通量は少なくない。
渋川 - 終点
ほぼ全線にわたり未改良であり、離合不能区間も多い。林業従事者が通行する程度で、未舗装部もあり交通量は少ない。一部の愛好家内では「険道のいなろく」と呼ばれ、人気がある区間である。なお、古東土（ふるとうど）方面への道路との交点から終点まで、大型車両通行不能・禁止である。

### 路線データ
- 陸上距離 : 15.0 km
- 起点 : 浜松市浜名区引佐町東黒田（国道257号交点）
- 終点 : 浜松市天竜区神沢六郎沢（静岡県道9号天竜東栄線交点）

## 歴史
- 1972年（昭和47年）3月28日 - 認定
- 1993年（平成5年）5月11日 - 建設省から、県道引佐六郎沢線が引佐六郎沢線として主要地方道に指定される[1]。

## 路線状況

### 重複区間
- 静岡県道359号長沢田沢線（浜松市浜名区引佐町四方浄 - 浜松市浜名区引佐町別所）

## 地理

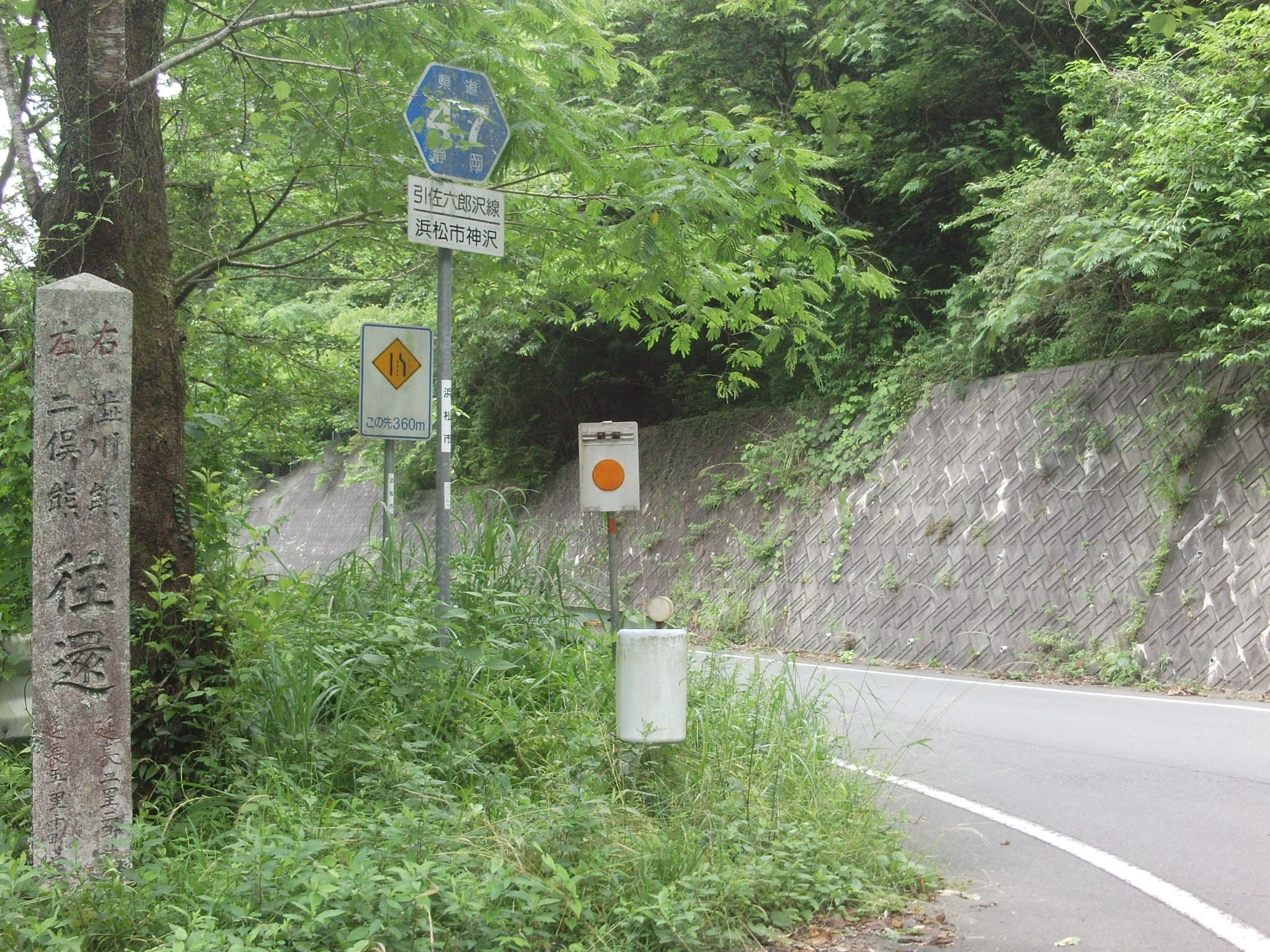
終点側。道標の「右 渋川 熊 往還」の方向。

起点 - 渋川では街道沿いの集落を繋いでいく。渋川 - 終点は杉林の中を縫うように走り、林道の趣がある。また、終点付近に六郎沢ホタルの里があり、6月上旬には多くのゲンジボタルの姿を見ることができる。

### 通過する自治体
- 浜松市（浜名区 - 天竜区）

### 交差する道路
- 国道257号（浜松市浜名区引佐町東黒田、起点）
- 三遠南信自動車道 浜松いなさ北IC
- 静岡県道359号長沢田沢線（浜松市浜名区引佐町四方浄）
- 静岡県道359号長沢田沢線（浜松市浜名区引佐町別所）
- 静岡県道299号渋川都田停車場線（浜松市浜名区引佐町渋川）
- 静岡県道298号渋川鳳来線（浜松市浜名区引佐町渋川）
- 静岡県道・愛知県道9号天竜東栄線（浜松市天竜区神沢六郎沢、終点）